# 紐約之光
《紐約之光》（英語：Lights of New York）是一部1928年的美國犯罪電影，由Bryan Foy執導，主演有Helene Costello、庫倫·蘭迪斯和Eugene Pallette。本片採用Sound-on-disc音響系統，是第一部全片有對話的有聲電影。華納兄弟公司發行，它也於上年介紹首部部分有聲的電影《爵士歌手》。本片只用了$23,000製作，票房收入卻超過$1,000,000。有聲電影於1929年結束前受到觀眾狂熱歡迎，荷里活後來也僅僅製作有聲電影。

## 演員
- Helene Costello（英语：Helene Costello） 飾 Kitty Lewis
- 庫倫·蘭迪斯（英语：Cullen Landis） 飾 Eddie Morgan
- 瑪莉·卡爾（英语：Mary Carr） 飾 Mrs. Morgan
- Wheeler Oakman（英语：Wheeler Oakman） 飾 'Hawk' Miller
- Gladys Brockwell（英语：Gladys Brockwell） 飾 Molly Thompson
- 羅拔·埃利奧特（英语：Robert Elliott (actor)） 飾 Detective Crosby
- Eugene Pallette（英语：Eugene Pallette） 飾 Gene
- Tom Dugan 飾 Sam
- Tom McGuire 飾 Collins
- Walter Percival 飾 Jake Jackson
- Guy D'Ennery 飾 Tommy
- Jere Delaney 飾 Dan Dickson

## 外部連結
- 美国电影学会目录上的《紐約之光》（英文）
- 互联网电影数据库（IMDb）上《Lights of New York》的资料（英文）
- AllMovie上《Lights of New York》的资料（英文）